# Ribotypning
Ribotypning är ett sätt att undersöka varianter av ribosomer som ett genetiskt test. Det är en teknik som grundar sig på skillnader och likheter de DNA-sekvenser som definierar de rRNA som utgör huvuddelarna i ribosomen. DNA från en specifik grupp prepareras, delas med restriktionsenzymer och fragmenten separeras sedan i en gel.